# Artrosis cervical
La artrosis cervical es una enfermedad degenerativa de las articulaciones por medio del desgaste. La artrosis cervical afecta a la columna cervical, compuesta por siete vértebras y discos intervertebrales, creando una degeneración del cartílago que hay en las articulaciones entre cada dos vértebras.
Progresivamente, va avanzando la degeneración hasta afectar a los discos intervertebrales y las vértebras, creando huesos fuera de los límites naturales de las vértebras estrechando el espacio, la médula espinal y los nervios. Los nervios sufren esta compresión que hace que se inflamen y se sienta dolor en los hombros e incluso brazos.

## Factores relacionados con la artrosis cervical
La artrosis cervical es una enfermedad que, aunque puede aparecer a cualquier edad, suele aparecer entre los 30 y los 50 años y empeora conforme pasa el tiempo. Uno de los principales factores de riesgo es la edad. También hay factores hereditarios que dan lugar a una mayor predisposición a la artrosis. Además, ciertas posturas pueden dar lugar a ello al producir daños a la columna cervical.

## Síntomas de la artrosis cervical
Los síntomas de la artrosis cervical son:
1. Dolores de cabeza.
2. Debilidad muscular con sensación de adormecimiento en brazos, hombros, manos y dedos.
3. Hormigueos.
4. Pérdida de fuerza.
5. Pérdida de equilibrio.
6. Dolor crónico en el cuello o cervicalgia.
7. Dolor crónico en el cuello más fuerte con el movimiento.
8. Rigidez con limitación en los movimientos del cuello.

## Diagnóstico de la artrosis cervical
El diagnóstico es sencillo, ya que se basa en la historia clínica y ciertas preguntas acerca de los síntomas, siendo los principales dolor en el cuello localizado en la parte posterior y la dificultad o limitación en movimientos de cuello. Ante la sospecha de artrosis cervical, el médico realizará varias pruebas diagnósticas, entre las cuales se encuentran las radiografías. Otra de las pruebas que se utilicen será la resonancia magnética nuclear para ver las estructuras blandas.

## Tratamiento de la artrosis cervical
El tratamiento de la artrosis cervical está basado en el tratamiento del dolor por medio de medicamentos o ejercicios de movimiento y estiramientos por medio de la fisioterapia. En unos primeros momentos, se recomienda la aplicación local de calor y reposo para el dolor. En algunos casos se puede recomendar también la hidroterapia, la acupuntura, los baños termales o los ultrasonidos. 
Los masajes musculares locales pueden ser buenos para la artrosis cervical. En ciertos casos se requiere utilizar un collarín cervical o minerva. La terapia cognitiva conductual mejora la higiene postural.
En el peor de los casos, se puede hacer una cirugía para la artrosis cervical. Esta cirugía mejora los síntomas en un 70-80% de casos.

## Medicamentos para la artrosis cervical
Cuando hay dolor se recomiendan:
1. Los analgésicos como paracetamol.
2. Los antiinflamatorios no esteroideos, en casos de artrosis severas.
3. Condroprotectores como condrotín sulfato o sulfato de glucosamina.
4. Los relajantes musculares como Myolastan.(Este relajante ha sido retirado por sanidad)
5. Las infiltraciones con corticoides en forma directa en la articulación.

## Complicaciones de la artrosis cervical
En caso de que el dolor localizado en el cuello se extienda por uno de los miembros superiores y alcance la mano, puede dar lugar a una sensación de hormigueo, quemazón o acorchamiento por la irritación de uno de los nervios que salen de médula espinal en la columna cervical. Si evoluciona mucho, se produce una deformación vertebral y rebabas óseas comprimiendo los nervios. En casos poco frecuentes, se dan problemas de visión, inestabilidad, mareo, alteraciones en el oído o equilibrio. Se pueden dar casos de ansiedad o depresión con mayor frecuencia.

## Prevención
Para prevenir el dolor cervical o nuevos brotes de dolor, existen una serie de consejos higiénico-posturales como evitar cargas con un brazo dormir en almohadas no muy altas, evitar gestos bruscos en movimientos y flexiones, evitar la misma postura durante mucho tiempo y evitar posturas que den lugar a dolor. También son buenos los ejercicios de estiramiento de la cadena posterior de la espalda, ejercicios aeróbicos y relajación.
La utilización de un buen colchón y el manejo del estrés son dos claves para evitar el dolor en caso de artrosis cervical. 